# 새한교통
유한회사 새한교통(有限會社 ―交通)은 서울특별시 강서구의 마을버스 업체이다. 본사 및 차고지는 서울특별시 강서구 개화동 506-2번지 강서공영차고지 내에 있다.

## 역사
1993년 8월 24일에 설립하여 개편전에 9번 (현 강서01번)과 부민운수와 공동배차 하던 11번 (현 강서02번)을 운행했었다.

## 운행 노선
- ● 강서01번: 약수터 ↔ 하이웨이주유소 (구 강서마을 9번)
- ● 강서02번: 남부시장 ↔ 하이웨이주유소 (구 강서마을 11번) <이 노선은 부민운수와 공동 배차 운행한다.>[1]